# Islay
Islay és l'illa més austral de les Hèbrides Interiors, a Escòcia. És coneguda com la reina de les Hèbrides. Els natius d'Islay s'anomenen Ìleach (Ìlich en plurarl). La capital de l'illa és Bowmore, famosa per la destil·leria i l'Església de Kilarrow Parish. El segon municipi més conegut és el poble de Port Ellen.
Islay és la cinquena illa més gran d'Escòcia i la sisena més gran de les que envolten Gran Bretanya (excloent Irlanda). Té més de 3.000 habitants i una àrea total de 600 quilòmetres quadrats. La indústria principal es basa en la destil·lació de whisky i el turisme relacionat amb aquest i també amb l'observació d'aus.
L'illa és l'hàbitat de moltes espècies d'aus i és un popular punt de reunió durant tot l'any per a l'observació d'aquests. Cal destacar que al febrer es poden veure grans colònies d'oques de galta blanca. Entre les aus que habiten l'illa hi ha la gralla de bec vermell, el corb marí, l'arpella pàl·lida i la garsa de mar, entre d'altres. Una part de l'illa, Loch Guinart està classificada com a reserva natural propietat de la RSPB. És un important lloc d'hivernada de l'oca de galta blanca.
El clima a Islay sol ser més agradable que en la resta de les terres escoceses, degut al corrent del Golf. És sovint considerada l'illa escocesa més bonica.